# Ardisia chocoana
Ardisia chocoana är en viveväxtart som beskrevs av C.L. Lundell. Ardisia chocoana ingår i släktet Ardisia och familjen viveväxter. Inga underarter finns listade i Catalogue of Life.